# Schacht-Audorf
Schacht-Audorf er en kommune og en by i det nordlige Tyskland, beliggende i Amt Eiderkanal midt i Kreis Rendsborg-Egernførde. Kreis Rendsborg-Egernførde ligger i den centrale del af delstaten Slesvig-Holsten.

## Geografi
Schacht-Audorf ligger ved sydbredden af Kielerkanalen og grænser til Rendsborg. Til kommunens område hører også den vestlige del af den mellem Borgstedter Enge og Kielerkanalen liggende ø, Rader Insel. Ved kommunens sydgrænse ligger Schülldorfer See.